# Matty B
 Ikke at forveksle med MattyBRaps.
Matty B (født Matthew Barrett) er en tidligere australsk rapper, som nu er ansat som minearbejder i den vestlige australske blomstrende minedrift.